# Schefflera cicatricata
Schefflera cicatricata är en araliaväxtart som beskrevs av M.J.Cannon och John Francis Michael Cannon. Schefflera cicatricata ingår i släktet Schefflera och familjen araliaväxter.
Artens utbredningsområde är Panamá. Inga underarter finns listade.